# Hell Is for Heroes (gruppo musicale)
Gli Hell Is for Heroes sono stati un gruppo post-hardcore inglese, formatosi a Londra nel 2000.

## Formazione
- William McGonagle - chitarra
- Jamie Findlay - basso
- Joseph Birch - batteria
- Justin Schlosberg - voce
- Tom O'Donoghue - chitarra

## Discografia

### Album studio
- 2003 - The Neon Handshake (EMI)
- 2005 - Transmit Disrupt (Burning Heart)
- 2007 - Hell Is for Heroes (Golf)

### Singoli
| Anno | Titolo                   | Posizione nella Official Singles Chart | Album              |
| ---- | ------------------------ | -------------------------------------- | ------------------ |
| 2001 | Sick Happy/Cut Down      | -                                      | The Neon Handshake |
| 2002 | You Drove Me to It (7")  | 63                                     | The Neon Handshake |
| 2002 | I Can Climb Mountains    | 41                                     | The Neon Handshake |
| 2002 | Night Vision             | 38                                     | The Neon Handshake |
| 2003 | You Drove Me to It (CD)  | 28                                     | The Neon Handshake |
| 2003 | Retreat                  | 39                                     | The Neon Handshake |
| 2004 | One of Us                | 71                                     | Transmit Disrupt   |
| 2004 | Kamichi                  | 72                                     | Transmit Disrupt   |
| 2005 | Models for the Programme | 56                                     | Transmit Disrupt   |
| 2007 | You've Got Hopes         | -                                      | Hell Is for Heroes |